# Partie polityczne w Holandii
Partie polityczne w Holandii – w Holandii funkcjonuje system wielopartyjny, w którym partie polityczne konkurują między sobą w wyborach o miejsca w dwóch izbach parlamentu:
- Izbie Reprezentantów (izba niższa), do której wybieranych w wyborach powszechnych jest 150 deputowanych.
- Senatu (izba wyższa), w którym zasiada 75 senatorów wybieranych w wyborach pośrednich przez członków Rad Prowincji oraz reprezentantów tzw. gmin specjalnych i obywateli holenderskich za granicą[1].

## Główne partie holenderskiej sceny politycznej
- Partia Pracy (niderl. Partij van de Arbeid, PvdA) – założona 9 lutego 1946 partia socjaldemokratyczna.
- Zielona Lewica (niderl. GroenLinks, GL) – powstała 1 marca 1989 partia polityczna zrzeszająca „zielonych”. Przewodzi jej Jesse Klaver.
- Partia Wolności (niderl. Partij voor de Vrijheid, PVV) – prawicowe i populistyczne ugrupowanie założone w 2006. Jego liderem i jedynym członkiem jest Geert Wilders.
- Partia Ludowa na rzecz Wolności i Demokracji (niderl. Volkspartij voor Vrijheid en Democratie, VVD) – założona 24 stycznia 1948 partia o charakterze konserwatywno liberalinym. Jej liderem jest obecnie Dilan Yeşilgöz-Zegerius.
- Ruch Rolnik-Obywatel (niderl. BoerBurgerBeweging, BBB) – agrarna partia o poglądach konserwatywnych. Założona 1 października 2019 roku przez Caroline van der Plas w odpowiedzi na protesty rolników.
- Nowa Umowa Społeczna (niderl. Nieuw Sociaal Contract, NSC) – centroprawicowa partia założona w 2023 roku przez Pietera Omtzigta.
- Demokraci 66 (niderl. Democraten 66, D66) – partia socjalliberalna powstała 14 października 1966. Jej liderem jest Rob Jetten.
- Apel Chrześcijańsko-Demokratyczny (niderl. Christen-Democratisch Appèl, CDA) – partia chadecka powstała 11 października 1980 w wyniku fuzji katolickiej KVP oraz protestanckich CHU i ARP. Jej liderem jest Henri Bontenbal.
- Partia Socjalistyczna (niderl. Socialistische Partij, SP) – istniejąca od 1971 początkowo miała charakter maoistowski, a powstała na skutek rozłamu w Ruchu Jedności Komunistycznej. Formalnie zmieniła swój charakter na mniej radykalny w 1991, pod przywództwem lidera – Jana Marijnissena. Obecnym liderem jest Jimmy Dijk
- Partia na rzecz Zwierząt (niderl. Partij voor de Dieren, PvdD) – powołana w październiku 2002 do obrony praw zwierząt. Przewodzi jej Esther Ouwehand.
- Unia Chrześcijańska (niderl. ChristenUnie, CU) – centrolewicowa w kwestiach gospodarczych i socjalnych partia protestantów. W sferze obyczajowej występuje z pozycji konserwatywnych. Założona 15 marca 2001. Liderem partii pozostaje Mirjam Bikker.
- Polityczna Partia Protestantów (niderl. Staatkundig Gereformeerde Partij, SGP) – partia skupiająca ortodoksyjnych kalwinistów, określana jako chadecka. Istnieje od 24 kwietnia 1918. Obecnie jej liderem jest Chris Stoffer.
- Forum na rzecz Demokracji (niderl. Forum voor Democratie, FvD) – partia opiera się na idei narodowego konserwatyzmu i silnego eurosceptycyzmu. Powstała 1 września 2016 roku.
- Właściwa Odpowiedź 2021 (niderl. Juiste Antwoord 2021, JA21) – eurosceptyczna partia sprzeciwiająca się masowej imigracji. Założona 18 grudnia 2020 roku po rozłamie wewnątrz FvD. JA21 cechuje mniejsza radykalność od FvD.
- Volt Niderlandy (niderl. Volt Nederland, Volt) – eurofederalistyczna partia założona 23 czerwca 2018 roku.
- Myślcie (niderl. DENK) – założona 9 lutego 2015 roku, przez Tunahan Kuzu i Selçuk Öztürk(inne języki), dwóch reprezentantów z PvdA. Partia skupia się na problemach mniejszości w Niderlandach oraz promocji wielokulturowości.
- 50PLUS (niderl. 50PLUS, 50+) – partia powstała w 2009, której głównym celem jest poprawa warunków życia emerytów i rencistów.
- Niezależna Polityka Niderlandów (niderl. Onafhankelijke Politiek Nederland, OPNL) – ugrupowanie założone w 1999 roku skupiające mniejsze partie regionalne.

### Podsumowanie
| Partia polityczna | Partia polityczna                    | Partia polityczna                                                                          | Ideologia                                                        | Lider                   | Mandaty | Mandaty             | Mandaty              |
| Partia polityczna | Partia polityczna                    | Partia polityczna                                                                          | Ideologia                                                        | Lider                   | Senat   | Izba Reprezentantów | Parlament Europejski |
| ----------------- | ------------------------------------ | ------------------------------------------------------------------------------------------ | ---------------------------------------------------------------- | ----------------------- | ------- | ------------------- | -------------------- |
|                   | PvdA Logo small                      | Partia Pracy (PvdA) Partij van de Arbeid                                                   | Socjaldemokracja                                                 | Frans Timmermans        | 14/75   | 25/150              | 4/31                 |
|                   | GroenLinks logo (1994–present)       | Zielona Lewica (GL) GroenLinks                                                             | Zielona polityka, Socjaldemokracja                               | Jesse Klaver            | 14/75   | 25/150              | 4/31                 |
|                   |                                      | Partia Wolności (PVV) Partij voor de Vrijheid                                              | Prawicowy populizm, Twardy eurosceptycyzm, Nacjonalizm           | Geert Wilders           | 4/75    | 37/150              | 6/31                 |
|                   | VVD logo (2020–present)              | Partia Ludowa na rzecz Wolności i Demokracji (VVD) Volkspartij voor Vrijheid en Democratie | Konserwatywny liberalizm                                         | Dilan Yeşilgöz-Zegerius | 10/75   | 24/150              | 4/31                 |
|                   |                                      | Ruch Rolnik-Obywatel (BBB) BoerBurgerBeweging                                              | Agraryzm, Populizm, Konserwatyzm                                 | Caroline van der Plas   | 16/75   | 7/150               | 2/31                 |
|                   |                                      | Nowa Umowa Społeczna (NSC) Nieuw Sociaal Contract                                          | Chrześcijańska demokracja                                        | Pieter Omtzigt          | 0/75    | 20/150              | 1/31                 |
|                   | D66 logo (2019–present)              | Demokraci 66 (D66) Democraten 66                                                           | Socjalliberalizm, Eurofederalizm                                 | Rob Jetten              | 5/75    | 9/150               | 3/31                 |
|                   | CDA logo 2021                        | Apel Chrześcijańsko-Demokratyczny (CDA) Christen-Democratisch Appèl                        | Chrześcijańska demokracja                                        | Henri Bontenbal         | 6/75    | 5/150               | 3/31                 |
|                   | Socialistische Partij (nl 2006) Logo | Partia Socjalistyczna (SP) Socialistische Partij                                           | Demokratyczny socjalizm                                          | Jimmy Dijk              | 3/75    | 5/150               | 0/31                 |
|                   | Party for the Animals logo           | Partia na rzecz Zwierząt (PvdD) Partij voor de Dieren                                      | Prawa zwierząt, Miękki eurosceptycyzm                            | Esther Ouwehand         | 3/75    | 3/150               | 1/31                 |
|                   | ChristenUnie                         | Unia Chrześcijańska (CU) ChristenUnie                                                      | Chrześcijańska demokracja                                        | Mirjam Bikker           | 3/75    | 3/150               | 0/31                 |
|                   | SGP logo (2016–present)              | Polityczna Partia Protestantów (SGP) Staatkundig Gereformeerde Partij                      | Socjalny konserwatyzm, Chrześcijańska prawica                    | Chris Stoffer           | 2/75    | 3/150               | 1/31                 |
|                   | FvD                                  | Forum na rzecz Demokracji (FvD) Forum voor Democratie                                      | Narodowy konserwatyzm, Twardy eurosceptycyzm, Prawicowy populizm | Thierry Baudet          | 2/75    | 3/150               | 0/31                 |
|                   | JA21 logo                            | Właściwa Odpowiedź 2021 (JA21) Juiste Antwoord 2021                                        | Konserwatywny liberalizm, Prawicowy populizm, Eurosceptycyzm     | Joost Eerdmans          | 3/75    | 1/150               | 0/31                 |
|                   | Logo of Volt Netherlands             | Volt Niderlandy (Volt) Volt Nederland                                                      | Socjalliberalizm, Eurofederalizm, Progresywizm                   | Laurens Dassen          | 2/75    | 2/150               | 2/31                 |
|                   | DENK logo (2020–present)             | Myślcie (DENK) DENK                                                                        | Polityka tożsamości, Socjaldemokracja                            | Stephan van Baarle      | 0/75    | 3/150               | 0/31                 |
|                   |                                      | 50PLUS (50+) 50PLUS                                                                        | Centryzm, Populizm, Miękki Eurosceptycyzm                        | Martin van Rooijen      | 1/75    | 0/150               | 0/31                 |
|                   |                                      | Niezależna Polityka Niderlandów (OPNL) Onafhankelijke Politiek Nederland                   | Regionalizm                                                      | Auke van der Goot       | 1/75    | 0/150               | 0/31                 |

## Lista pomniejszych partii holenderskich
- Partia Piratów (niderl. Piratenpartij, PPNL)
- Partia na rzecz Miłości Bliźniego, Wolności i Różnorodności (niderl. Partij voor Naastenliefde, Vrijheid & Diversiteit, PNVD)
- Zieloni (niderl. De Groenen, DG)
- Nowa Partia Komunistyczna Holandii (niderl. Nieuwe Communistische Partij Nederland, NCPN)
- Alternatywa Socjalistyczna (niderl. Socialistische Alternatieve Politiek, SAP)
- Groep van Marxisten-Leninisten/Rode Morgen (niderl. Groep van Marxisten-Leninisten/Rode Morgen, GML)
- Partia Libertariańska (niderl. Libertarische Partij, LP)
- Więcej Demokracji Bezpośredniej (niderl. Meer Directe Democratie, MDD)
- Jedna Holandia (niderl. Eén NL)
- Verenigde Senioren Partij(inne języki) (niderl. Verenigde Senioren Partij, VSP)
- Ad Bos Collectief(inne języki) (niderl. Ad Bos Collectief)
- Partia na Rzecz Holandii (niderl. Partij voor Nederland, PVN)
- Nederland Transparant(inne języki) (niderl. Nederland Transparant, xxx)
- Groen Vrij!(inne języki) (niderl. Groen Vrij!)
- Liberaal Democratische Partij (niderl. Liberaal Democratische Partij, LDP, LibDem)
- Continue Directe Democratie Partij(inne języki) (niderl. Continue Directe Democratie Partij, CDDP)
- LRVP – hetZeteltje(inne języki) (niderl. LRVP – hetZeteltje, hetZeteltje)
- Solide Multiculturele Partij(inne języki) (niderl. Solide Multiculturele Partij, SMP)
- Tamara's Open Partij(inne języki) (niderl. Tamara’s Open Partij, TOP)
- Partia Brabancji (niderl. Brabantse Partij)
- Fryzyjska Partia Narodowa (niderl. Friese Nationale Partij, fryz. Frysk Nasjonale Party, FNP)
- Nederland Mobiel(inne języki) (niderl. Nederland Mobiel)
- Holenderska Unia Narodowa (niderl. Nederlandse Volks-Unie, NVU)
- Sojusz Narodowy (niderl. Nationale Alliantie)
- Nowa Prawica (niderl. Nieuw Rechts)
- Ofensywa (niderl. Offensief)
- Partia Stopniowej Integracji (niderl. Vooruitstrevende Integratie Partij)
- Partia Nowej Limburgii (niderl. Partij Nieuw Limburg)
- Nowa Partia Klasy Średniej (niderl. Nieuwe Midden Partij, NMP)
- Belang van Nederland(inne języki) (niderl. Belang van Nederland, BVNL)
- Wspólnie (niderl. BIJ1)

## Partie historyczne
- Partia Klasy Średniej (niderl. Middenstandspartij, MP)
- Katolicka Partia Ludowa (niderl. Katholieke Volkspartij, KVP)
- Unia Chrześcijańsko-Historyczna (niderl. Christelijk-Historische Unie, CHU)
- Partia Antyrewolucyjna (niderl. Anti-Revolutionaire Partij, ARP)
- Reformowana Federacja Polityczna (niderl. Reformatorische Politieke Federatie, RPF)
- Polityczna Liga Protestantów (niderl. Gereformeerd Politiek Verbond, GPV)
- Lista Pima Fortuyna (niderl. Lijst Pim Fortuyn, LPF)